# Кох (остров)
Кох (англ. Koch Island) — остров Канадского Арктического архипелага. В настоящее время остров необитаем (2012).

## География
Площадь острова составляет 458 км². Длина береговой линии 130 км.
Довольно небольшой остров Кох расположен в северной части залива Фокс, близ западного побережья острова Баффинова Земля. Лежит напротив входа в бухту Стенсбю в 14 км к юго-западу от полуострова Нунавут этого огромного острова. Ближайшие соседи: остров Роули лежит в 10 км к югу (через пролив Лабрадор), остров Брей — в 33 км к юго-востоку, остров Йенс-Мунк — в 28 км к западу.
Остров Кох имеет 41,5 км в длину (с северо-востока на юго-запад) и ширину от 15,5 км на севере до 5 км на юге. Местность низменная и невыразительная — большая часть острова поднимается всего лишь на 10-20 метров выше уровня моря. Рельеф несколько выше на дальнем юго-западе, где высота достигает до 40 метров над уровнем моря. Плоская поверхность и маленькие озёра - характерная черта северной части острова.